# Cvetni pajek
Cvetni pajek (znanstveno ime Misumena vatia) je holarktično razširjena vrsta rakovičarjev. To so rumeni ali beli pajki, kar je odvisno od cveta, na katerem prežijo. Samice zrastejo do 10 mm (brez nog), samci največ do 5 mm. Posebno mlade samice, ki lahko lovijo na različnih cvetovih, npr. marjeticah in sončnicah, se lahko prilagajajo barvi cveta. Starejše samice potrebujejo za čim bolj kvalitetna jajčeca velike količine razmeroma velikega plena.

## Razmnoževanje
Mnogo manjši samci se pri iskanju samic hitro selijo s cveta na cvet. Zaradi napadov plenilcev (npr. ptičev) ali boja z drugimi samci so pogosto brez ene ali več nog. Ko najdejo samico, splezajo čez njeno glavo in zadek na njeno spodnjo stran, kjer vanjo vstavijo svoje pedipalpe in jo oplodijo.
Mladiči do jeseni dosežejo velikost okrog 5 mm in prezimijo na tleh. Zadnjič se levijo maja naslednje leto.

## Spreminjanje barve
Cvetni pajki lahko svojo barvo spreminjajo s pomočjo tekočega rumenega pigmenta (kinurenin in 3-hidroksikinurenin), ki ga izločajo (secernirajo) v zunanjo plast celic na telesu. Na beli osnovi se prenese v nižje plasti, tako da postanejo vidne notranje žleze, napolnjene z belim gvaninom. Če se pajek dolgo zadržuje na beli rastlini, se rumeni pigment pogosto izloči. Tedaj pajek za spremembo barve potrebuje precej več časa, saj mora najprej sintetizirati nov pigment. 
Sprememba barve z bele v rumeno traja med 10 in 25 dni, v nasprotni smeri pa šest dni. Sproži jo vidna povratna zanka. Pajki z obarvanimi očmi so sposobnost spreminjanja barve izgubili.